# Mikrofonvorverstärker
Ein Mikrofonvorverstärker ist eine elektronische Schaltung, welche die schwache Signalspannung am Ausgang eines Mikrofones nach dem Mikrofonimpedanzwandler auf brauchbare Werte verstärkt. Meistens befindet sich dieser Vorverstärker im Eingang eines analogen oder digitalen Mischpults oder es ist ein externes elektronisches Gerät. Sein Fachname ist häufig englisch Mic Preamplifier oder Mic Pre Amp.

## Begriffsklärung
Davon zu unterscheiden ist ein sogenannter Mikrofonverstärker, der bei einem Kondensatormikrofon elektrisch gleich auf die Mikrofonmembran folgt und im Mikrofonkörper sitzt. Dieser Mikrofonverstärker ist kein Spannungsverstärker im üblichen Sinne. Seine Aufgabe besteht allein darin, die Signale der hochohmigen Kondensatorkapsel für die sehr niederohmige, symmetrische Übertragung durch das Mikrofonkabel anzupassen. Das ist eine Impedanzwandlung (oder Stromverstärkung) von der sehr hochohmigen Kondensator-Kapsel größer 1 Giga-Ohm auf den niederohmigen Ausgangswert kleiner 200 Ohm in der Studiotechnik.
Die Begriffe Mikrofonverstärker als Impedanzwandler nach der Membran im Mikrofonkörper und das Wort Mikrofonvorverstärker als notwendiger Spannungsverstärker werden häufig verwechselt oder nicht deutlich auseinandergehalten, besonders in der Hobby-Technik.

## Allgemein
Stand der Technik sind seit etwa 1960 Transistorvorverstärker. Davor und während einer Übergangszeit gab es Röhrenvorverstärker. Verstärker mit Transistoren besitzen einen nahezu linearen Frequenzgang und sind rauscharm. Röhren bringen ein größeres Eigenrauschen mit sich, haben größere Verzerrungen und einen erheblich größeren Stromverbrauch. 
Manchmal werden Transistorverstärkern kalte Klangeigenschaften nachgesagt, Röhren sollen hingegen einen warmen Klang haben; dafür gibt es jedoch oft keine sachlichen Anhaltspunkte. Sie werden heute mitunter noch aus subjektiven Gründen verwendet.
Technisch dürften ideale Vorverstärker keinen Eigenklang haben, denn ein Klang ergibt sich aus messbaren linearen und nichtlinearen Verzerrungen. Bei Röhrenvorverstärkern wird manchmal eine Prägung im Klang als sogenannte Klang-Philosophie (eine Art Esoterik) toleriert.